# Cellon
Cellon – tworzywo sztuczne otrzymywane z octanu celulozy, ma własności zbliżone do celuloidu, lecz jest trudno palny. Stosowany głównie do wyrobu błon filmowych i lakierów.
W okresie I wojny światowej bywał stosowany jako pokrycie wczesnych samolotów.